# 連想式漢字直接入力
連想式漢字直接入力(れんそうしきかんじちょくせつにゅうりょく)とは、漢字直接入力の方式の一つ。

## 概要
連想式漢字直接入力は、目的の漢字を、その漢字の持つイメージから連想する二字のキーワードを入力することにより出力させる方式。
日本語入力の中でもかなり古い部類に入り、かな漢字変換を実現した「JW-10」（1978年）よりも前から存在する入力方式である。代表的なものに、カンテックやKISが挙げられる。

## 特長
当時のテレタイプ端末で採用されていた多段シフト入力の特殊なキーボードを用いた入力方式と比べ、QWERTY配列の一般的なキーボード(029型キーボード)を用いて、かな配列のかなをそのまま利用し、入力する漢字すべてに語呂合わせや関連性のある言葉を割り当てて覚えやすくした。
たとえば、先述の2方式で漢字直接入力という文字列をそれぞれ入力するには、
| 漢字 | KIS        | KIS          | カンテック | カンテック |
| 漢字 | ストローク | 補足         | ストローク | 補足       |
| 漢   | チナ       | 漢の国→China | カフ       | 漢文       |
| 字   | レタ       | letter       | シタ       | 字体       |
| 直   | ナオ       |              | スク       | 直ぐ       |
| 接   | セツ       |              | メセ       | 面接       |
| 入   | イリ       |              | ソニ       | 挿入       |
| 力   | リキ       |              | リキ       |            |

と打鍵すればよい。
修得期間をなるべく短くし、入力オペレーターが即戦力としてすぐに投入できることを重視したといえる。
現在もなお、データエントリー系の入力機器では主流の入力方式で、プロのキーパンチャーは先に挙げたカンテック、KISなどを修得しておく必要がある。
なお、PCで同様の入力環境を実現させるソフトも発売されている。
カナ以外に「○」などの記号やアルファベットも併用される。但し「車=カア」の例のように長音符「ー」は用いず、長音を割り当てに含む場合母音字「ア・イ・ウ・エ・オ」に置き換える。また、小書きの仮名「ャ・ュ・ョ」や濁点、半濁点は用いず、すべて直音、清音の仮名に置き換えられる（例:上記「漢」）。

## 補足
連想式漢字直接入力は、1980年代前半においては、一番速く入力できる入力方法とされており、当時のワープロコンテストでも上位を占めていた。実務では住所や氏名の入力に利用されることが多いため、頻出漢字の連想コードさえ覚えれば、ある程度のスピードで入力することが可能。
連想式漢字直接入力に熟練したもの同士では、語句の漢字がわからないときなどに、連想入力コードで伝達しあうなど独自の文化も生み出している。